# Dientener Berge
Dientener Berge malé vápencové je pohoří ležící ve spolkové republice Salcbursko v Rakousku. Pohoří je z velké části zalesněné, jen nejvyšší polohy mají podobu alpinských holí a luk. Vrcholy jsou zde zelené a zaoblené a tak skýtají možnosti pro turistiku a v zimě pro lyžování.

## Poloha
Dientener Berge zaujímají polohu 250 km² mezi masivy Berchtesgadenských Alp na severu a Vysokých Taur na jihu. Od Kitzbühelských Alp na západě je dělí údolí řeky Saalach v němž leží např. známé Zellské jezero (Zeller See). Východní hranici tvoří tok řeky Salzach.

## Geografie
Západní část
Údolí Dientnertal rozděluje pohoří do severu k jihu na zhruba dvě stejné poloviny. V západní části se nalézá nejvyšší vrchol pohoří Hundstein (2 117 m). Dalšími významnými vrcholy této části hor jsou Hochkasern (2 017 m) a Schwalbenwand (2 011 m).

Východní část
Na východě je turisticky dosažitelný vrchol Schneebergkreuz (1 938 m) a další tři vrcholy dosahující výška přes 1 800 m. Geograficky se do hor Dientener Berge ještě počítá vrchol Hochkeil (1 782 m) ležící na severu již v údolí Mühlbachtal.

## Geologie
Severní část pohoří Dientener Berge je vybudována z velké vrstvy triasového vápence. Jižní část hor byla vytvořena z mnoha flyšových vrstev již v prvohorách. V těchto vrstvách se vyskytují např. měď, hořčík, tuha.